# Palace Cinemas

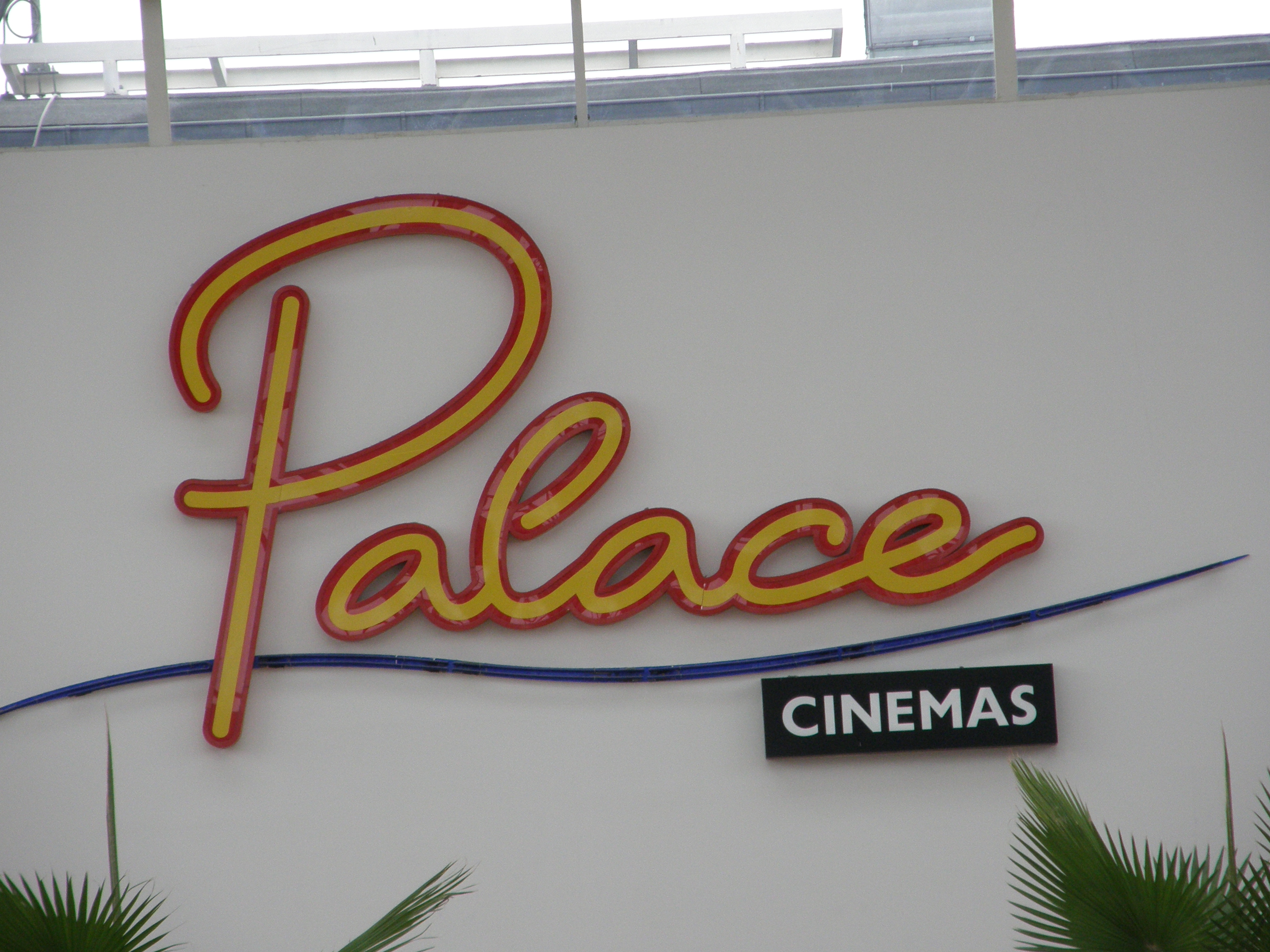
Znak Palace Cinemas v brněnské Olympii

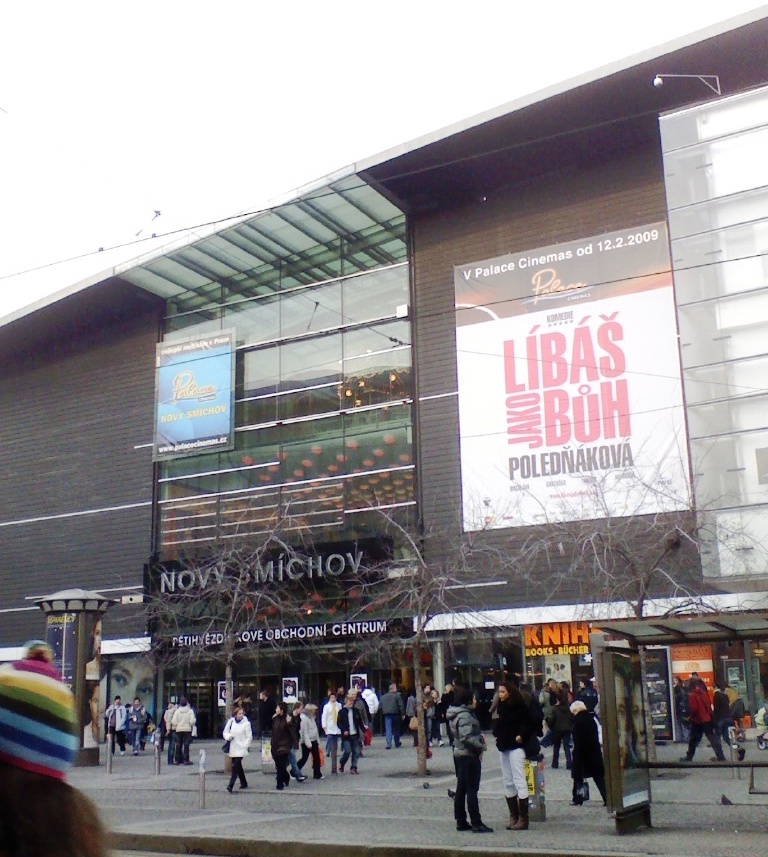
Palace Cinemas Nový Smíchov

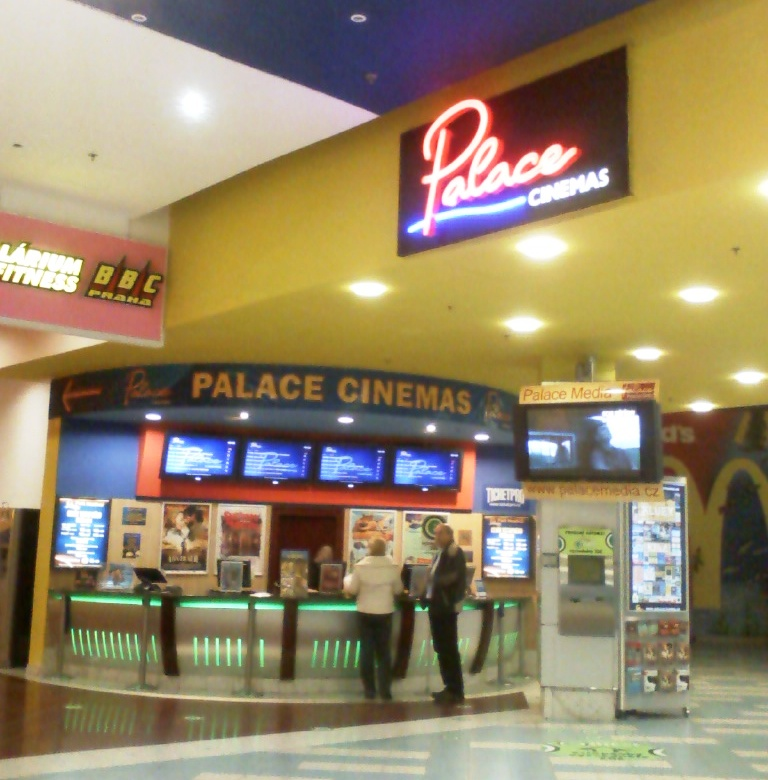
Pokladny Palace Cinemas Park Hostivař

Palace Cinemas byl název české společnosti provozující řetězec kin ve střední Evropě. Dříve fungovala pod názvem Ster Century (Czech) s.r.o. Vlastnila celkem 7 multikin. Kromě České republiky provozovaly sesterské společnosti multikina také na Slovensku a v Maďarsku. V roce 2011 společnost převzala Cinema City a téhož roku společnosti sfúzovaly.

## Multiplexy v Česku
Brno:
- Olympia - 2248 sedadel, 10 sálů (původně 14, 4 zrušeny a nahrazeny bowlingem)
- Velký Špalíček - 1413 sedadel, 7 sálů

Praha:
- Zličín
- Slovanský dům (Praha 1 - Nové Město) - 1852 sedadel, 10 sálů
- Nový Smíchov (Praha 5 - Smíchov) - 2723 sedadel, 12 sálů

| Sál    | Počet sedadel | Od projektoru k plátnu (m) | Plátno š/v (m) | Plátno (m2) |
| ------ | ------------- | -------------------------- | -------------- | ----------- |
| 1      | 334           | 23                         | 16,97 / 9,7    | 164,6       |
| 2      | 371           | 24                         | 18,06 / 10,34  | 186,7       |
| 3      | 292           | 20,5                       | 16,34 / 9,49   | 155         |
| 4      | 270           | 19,5                       | 14,12 / 8,27   | 116,8       |
| 5      | 221           | 18                         | 13,00 / 7,65   | 99,5        |
| 6      | 171           | 16                         | 11,90 / 7,02   | 83,5        |
| 7      | 145           | 15                         | 11,58 / 6,83   | 79          |
| 8      | 241           | 19                         | 13,29 / 7,68   | 102         |
| 9      | 141           | 15                         | 10,56 / 6,17   | 65          |
| 10     | 161           | 16                         | 11,88 / 7,00   | 83          |
| 11     | 181           | 17                         | 13,20 / 7,74   | 102,2       |
| 12     | 195           | 17                         | 13,60 / 8,03   | 109,2       |
| Celkem | 2723          |                            |                |             |
Každý sál má 2 sedadla pro hendikepované a je vybaven zvukovým systémem Dolby Digital. Promítá se z projektorů Cinemeccanica Victoria 5. Sál číslo pět je digitalizovaný a vybaven pro projekci 3D filmů projektorem Barco DP-2000, 3D systémem MasterImage a kinoserverem XDC. Kino navíc disponuje dvěma mobilními jednotkami DTS.
- Letňany (Praha 9 - Letňany) - 2239 sedadel, 8 sálů

Ústí nad Labem:
- Ústí nad Labem (Ústí nad Labem - Bílinská 6) - 664 sedadel, 5 sálů

Liberec:
- Liberec (Liberec - Soukenné náměstí 2a/669) - 868 sedadel, 5 sálů (první plně digitalizované kino v ČR)

Palace Cinemas je nejnavštěvovanější sítí multikin na území Česka (nejnavštěvovanější multikino v ČR je v OC Nový Smíchov v Praze), ale i v Maďarsku.

## Expanze do menších měst
Na jaře 2009 společnost Palace Cinemas oznámila záměr otevřít v ČR nové multikino v Ostravě
Kino v Ústí nad Labem s pěti sály se otevřelo 29.4.2010, kino v Liberci s pěti sály bylo otevřeno 23.9 2010. V prosinci 2010 se diváci v Ostravě dočkali kina dokonce o osmi sálech.

## Otevírání provozoven
| 1999    | 2000                        | 2001                        | 2002    | 2010                   | 2012    |
| Olympia | Park Hostivař Slovanský dům | Velký Špalíček Nový Smíchov | Letňany | Ústí nad Labem Liberec | Ostrava |